# Tamagozake
El tamagozake (卵酒 or 玉子酒?) es una bebida alcohólica japonesa que consiste en sake caliente, azúcar y un huevo. En la sabiduría popular del país, el tamagozake se sirve a aquellos que padecen gripe o resfriado. Aunque estos efectos médicos no han sido comprobados, se le asocian propiedades energizantes. Según el Dr. Takeo Koizumi, «el tamagozake tiene el efecto de calentar el organismo (...) se cree que es eficaz contra los resfriados porque aumenta la fuerza física del hígado».
Se traduce como sake con huevo, ya que 卵 tamago es 'huevo' y 酒 sake, que es un vino de arroz típico del Japón. En las fuentes occidentales es conocido como japanese eggnog, o sea «ponche de huevo japonés», y es similar al rompope.
En el manuscrito Honchoshokan (本朝食鑑), de 1697, se describe una receta de tamagozake y sus propiedades médicas.  También se recomienda para dolor de garganta o casos de insomnio.